# Ein indianischer Sommer
Ein indianischer Sommer (ital. Tutto ricominciò con un’estate indiana) ist eine Graphic Novel der Italiener Hugo Pratt (Text) und Milo Manara (Zeichnungen) aus dem Jahr 1983.

## Handlung
Neuengland im 17. Jahrhundert: Aufgrund eines Mordes an zwei jungen Indianern, die kurz zuvor Shevah, die Nichte des Pfarrers, vergewaltigten, kommt es zu gewaltsamen Übergriffen. Die Indianer legen ein Haus in Brand und überfallen schließlich die Siedlung der puritanischen Kolonialisten. Die Briten beschließen danach wegzuziehen.

## Hintergrund
Die Geschichte war die erste Zusammenarbeit zwischen Pratt und Manara und erschien erstmals in Fortsetzungen 1983 bis 1984 im neuen Magazin Corto Maltese. 1986 erfolgte ein erster Abdruck als Album bei Milano Libri. In Deutschland erschien ebenfalls 1986 die Geschichte in zwei Bänden beim Carlsen Verlag. 2009 erfolgte ein Abdruck bei Panini.
1987 wurde die Geschichte beim Festival in Angoulême mit dem Prix du meilleur album étranger ausgezeichnet.
Für Andreas C. Knigge ist Ein indianischer Sommer ein „sowohl erzählerische[s] wie zeichnerische[s] Meisterwerk“.